# Blue Foundation (álbum)
Blue Foundation, lançado em 2001, é o álbum debut da banda dinamarquesa homónima.

## Faixas
1. Wiseguy - 5:09
2. Grand - 5:02
3. Witch of Trouble - 4:46
4. Crushed - 3:06
5. Jabber - 4:17
6. Hollywood - 3:58
7. Burgeon - 1:50
8. Black S - 4:53
9. Mazda - 1:58
10. Hide - 4:06
11. Cutting Me Up - 3:57
12. J. Hurt - 4:17
13. Evo - 4:16